# 宗谷郡
- 令制国一覧 > 北海道 (令制) > 北見国 > 宗谷郡
- 日本 > 北海道 > 宗谷総合振興局 > 宗谷郡

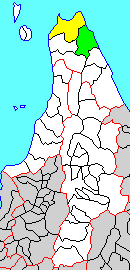
北海道宗谷郡の位置（緑：猿払村 黄：明治期）

宗谷郡（そうやぐん）は、北海道（北見国）宗谷総合振興局の郡。
人口2,607人、面積589.99km²、人口密度4.42人/km²。（2025年6月30日、住民基本台帳人口）
以下の1村を含む。
- 猿払村（さるふつむら）

## 郡域
1879年（明治12年）に行政区画として発足した当時の郡域は、上記1村に稚内市（天興・曙を除く）を加えた区域にあたる。

## 歴史

### 郡発足までの沿革
江戸時代の宗谷郡域は西蝦夷地に属し、慶長8年、松前藩によって宗谷に利尻・礼文・樺太を司さどる役宅が置かれた後、貞享2年以降ソウヤ場所が開かれていた。交易の拠点や藩の出先機関でもある運上屋では住民の撫育政策であるオムシャも行われた。漁場の状況については北海道におけるニシン漁史も参照されたい。天明2年よりも前に樺太大泊にも分社があった厳島神社が、天明5年には宗谷大神宮（後の北門神社）が創建されている。
江戸時代後期になると、享和3年（1803年）には間宮林蔵が西蝦夷地の測量を行った。間宮は文化5年と同6年の樺太踏査の際にも宗谷を訪れた。また南下政策を強力に進めるロシアの脅威に備え文化4年宗谷郡域は天領とされた。この時は会津藩が警固をおこなった。文化6年以降、津軽藩がソウヤに出張陣屋を築き警固に当たった。文政4年には一旦松前藩領に復したものの、安政2年再び天領となり今度は秋田藩が出張陣屋を築き警固をおこなった。同3年には、有珠善光寺の住職・性誉仙海と宗谷場所請負人藤野家の宗谷支配人粂屋八右衛門らによって泰平山松寿院護国寺（宗谷護国寺）が開山されている。同6年以降は宗谷岬周辺（珊内、サンナイ）が引き続き箱館奉行「御預所」（秋田藩警固地）、その他は秋田藩領となっていた（6藩分領）。松浦武四郎は弘化3年のほか、向山源太夫に同行した安政3年と同5年にも宗谷に立ち寄っている。戊辰戦争（箱館戦争）終結直後の1869年、大宝律令の国郡里制を踏襲して宗谷郡が置かれた。

### 郡発足以降の沿革
- 明治2年

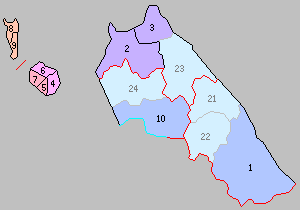
北海道一・二級町村制施行時の宗谷郡の町村（2.稚内村 3.宗谷村 紫：稚内市 水色：分立して現存する町村 23.猿払村）

  - 8月15日（1869年9月20日） - 北海道で国郡里制が施行され、北見国および宗谷郡が設置される。開拓使が管轄。
  - 8月28日（1869年10月3日） - 金沢藩の領地となる（北海道の分領支配）。
- 明治4年8月20日（1871年10月4日） - 廃藩置県により再び開拓使の管轄となる。
- 明治5年
  - 4月9日（1872年5月15日） - 全国一律に戸長・副戸長を設置（大区小区制）。
  - 10月10日（1872年11月10日） - 4月に設置された区を大区と改称し、その下に旧来の町村をいくつかまとめて小区を設置（大区小区制）。
- 明治9年（1876年）9月 - 従来開拓使において随意定めた大小区画を廃し、新たに全道を30の大区に分ち、大区の下に166の小区を設けた。なお当時宗谷郡に町村は設けられなかった。

- 第28大区
  - 2小区 ：

- 明治11年（1878年） - 抜海村、稚内村、声問村、宗谷村、泊内村、猿払村が成立。
- 明治12年（1879年）7月23日 - 郡区町村編制法の北海道での施行により、行政区画としての宗谷郡が発足。
- 明治13年（1880年）3月 - 宗谷郡外三郡役所（宗谷枝幸利尻礼文郡役所）の管轄となる。
- 明治15年（1882年）2月8日 - 廃使置県により札幌県の管轄となる。
- 明治19年（1886年）1月26日 - 廃県置庁により北海道庁札幌本庁の管轄となる。
- 明治30年（1897年）11月5日 - 郡役所が廃止され、宗谷支庁の管轄となる。
- 明治33年（1900年）7月1日 - 北海道一級町村制の施行により、稚内村、抜海村、声問村の区域をもって稚内村（一級町）が発足。（1町）
- 明治34年（1901年）5月11日 - 稚内村が町制施行して稚内町（一級町）となる。
- 明治42年（1909年）4月1日 - 北海道二級町村制の施行により、宗谷村、泊内村、猿払村の区域をもって宗谷村（二級村）が発足。（1町1村）
- 大正13年（1924年）1月1日 - 宗谷村の一部（大字猿払村）が分立して猿払村（二級村）が発足。（1町2村）
- 昭和18年（1943年）6月1日 - 北海道一・二級町村制が廃止され、北海道で町村制を施行。二級町村は指定町村となる。
- 昭和21年（1946年）10月5日 - 指定町村を廃止。
- 昭和22年（1947年）5月3日 - 地方自治法の施行により北海道宗谷支庁の管轄となる。
- 昭和24年（1949年）4月1日 - 稚内町が市制施行して稚内市となり、郡より離脱。（2村）
- 昭和30年（1955年）2月1日 - 宗谷村が稚内市に編入。（1村）
- 平成22年（2010年）4月1日 - 宗谷支庁が廃止され、宗谷総合振興局の管轄となる。